# Халмстад
Ха̀лмстад (на шведски: Halmstad, местно произношение Ха̀лмста) е град в Южна Швеция. Главен административен център на лен Халанд и на едноименната община Халмстад. Разположен е около устието на река Нисан на северния бряг на пролива Категат. Намира се на около 420 km на югозапад от столицата Стокхолм. Получава статут на град през 1307 г. Има жп гара и пристанище. Населението на града е 58 577 жители според данни от преброяването през 2010 г.

## Личности
- Юнас Алтбери (Басхънтър) (р. 1984), певец, продуцент
- София Арвидсон (р. 1984), шведска тенисистка
- Роксет, музикален дует

## Спорт
Представителният футболен отбор на града се казва Халмстадс БК. Дългогодишен участник е в Шведската лига Алсвенскан.